# Diosphos-Maler

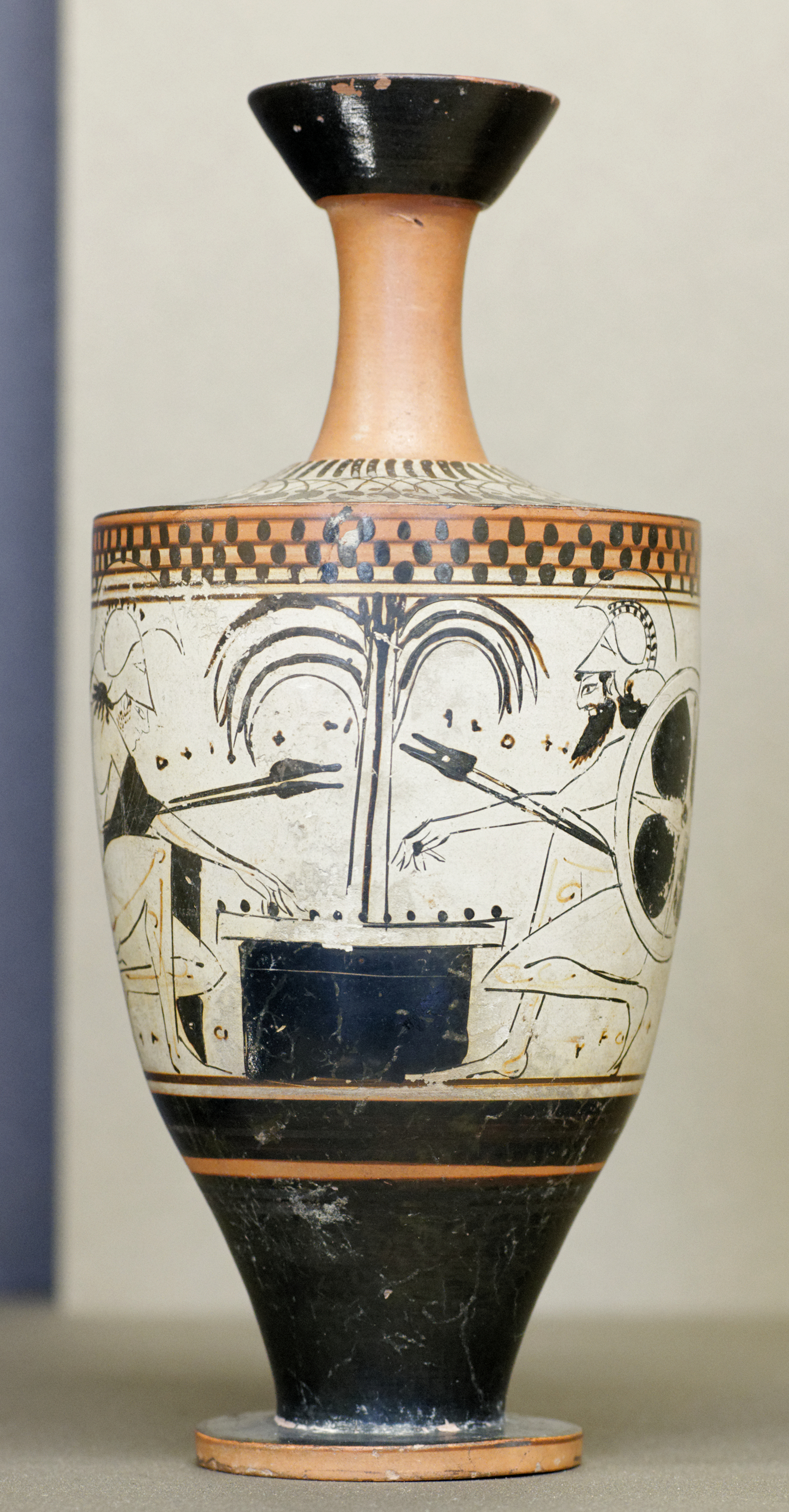
Weißgrundiger Lekythos, Paris, Louvre MNB 911: Achilleus und Ajax beim Brettspiel

Als Diosphos-Maler wird ein attischer Vasenmaler bezeichnet, der im schwarzfigurigen Stil etwa 500 bis 470/60 v. Chr. in Athen tätig war.
Der Diosphos-Maler war ein Nachfolger des Edinburgh-Malers und Werkstattgenosse des Sappho-Malers. Obwohl diese zu seiner Zeit schon dominant war, arbeitete er nicht in der rotfigurigen Technik, sondern schwarzfigurig und vor allem in der weißgrundigen Technik. Dazu nutzte er gelegentlich die neue Six-Technik. Er verzierte vor allem kleine Lekythen. Unter seinen besseren Arbeiten finden sich auch Alabastra und kleine Halsamphoren. Im Vergleich zu anderen Künstlern seiner Zeit und Stilrichtung wie dem Sappho-Maler ist er ein Künstler schwächerer Qualität. Auch sein künstlerisches Repertoire ist eher von bescheidener Natur. Seine lebendigen Figuren haben meist recht große Köpfe und wirken recht mager. Trotz allem kann er auf einigen Lekythen kraftvolle Bilder zeigen. Mit fortschreitender Zeit werden die Lekythen, die der Diosphos-Maler verziert, immer schlanker. 

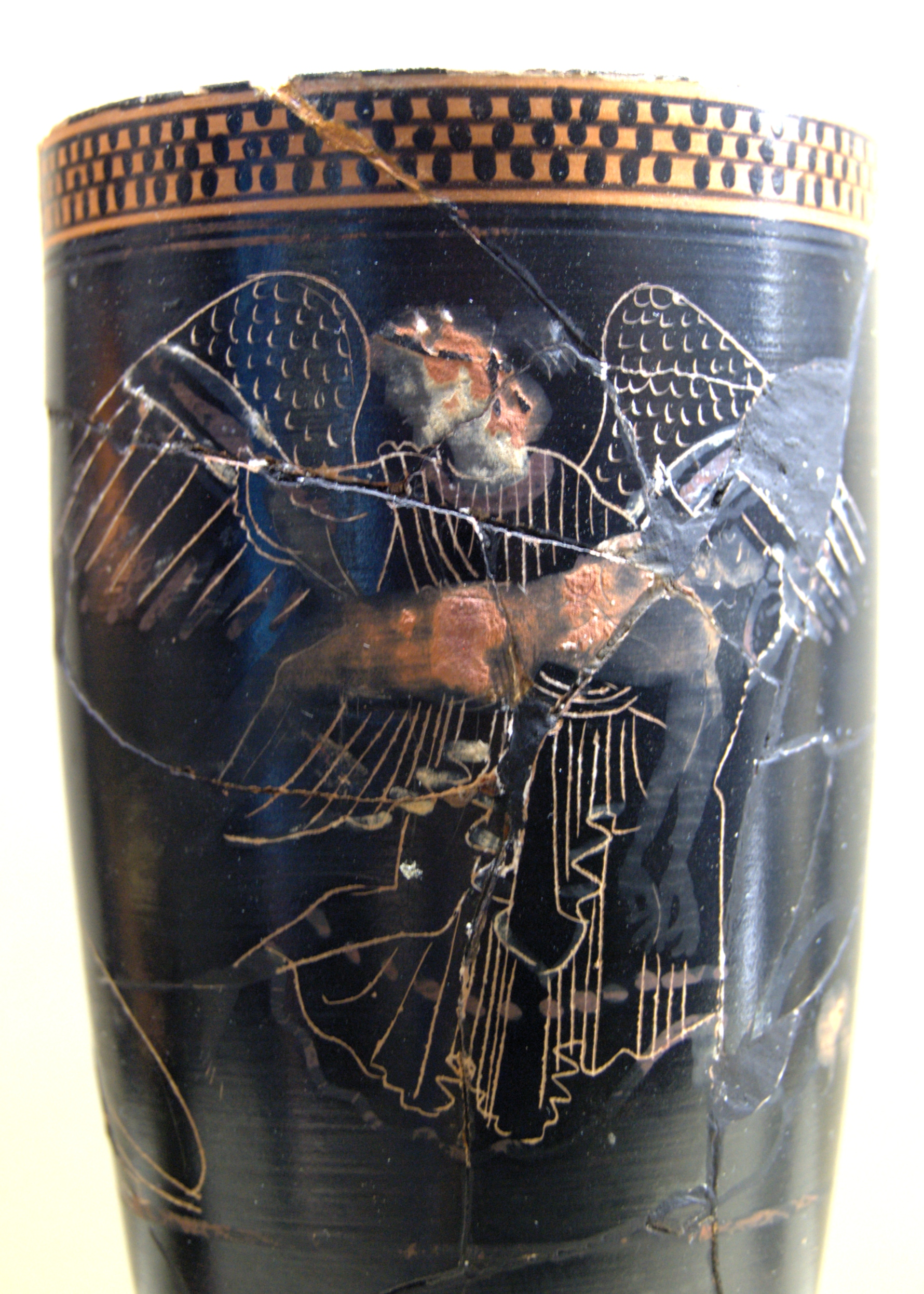
Lekythos in Halbumrisstechnik, um 500/490 v. Chr. Paris, Louvre L 42: Eos und Memnon

Manchmal zeigt er Figuren zwischen großen Palmetten, Teile seiner Figuren können auch in Umrisszeichnung wiedergegeben sein, der Körper wurde als Silhouette gemalt, die Haare, Kleidung und die Gegenstände jedoch als Umrisszeichnung (sogenannte Semi-outline-Technik). Bei dieser „Halbumrisstechnik“ ist er von zeitgleichen rotfigurigen Malern, vor allem dem Athena-Maler beeinflusst. Möglicherweise erfand er die Verzierung mit zwei ausgesparten Streifen im unteren schwarzgedeckten Teil des Gefäßkörpers von Lekythen, die sich beim Haimon-Maler häufig finden. 